# Serguey Aksyonov
Serguey Valeryevich Aksyonov (em russo:  Сергей Валерьевич Аксёнов; Bălți, 26 de novembro de 1972) é um empresário, político, ex-lutador e ex-treinador de basquete da Ucrânia, primeiro-ministro (de facto) da República Autónoma da Crimeia.
Nascido em Bălți, na República Socialista Soviética Moldava, União Soviética (atual Moldávia), Aksyonov recebeu a sua formação na escola militar de Simferopol, para agentes políticos. Depois de se formar, em 1993, ele trabalhou como vice-diretor em diversas empresas na Crimeia. Apareceu pela primeira na política ucraniana em 2008, como um membro da comunidade russa. Com seu partido Unidade Russa, leal a Moscou, recebeu apenas 4% dos votos nas eleições parlamentares na península em 2010.
É pai de uma filha e um filho.
Aksyonov fala abertamente a favor da anexação da Crimeia pela Rússia. Ele co-organizou um referendo sobre o futuro da Crimeia, que foi considerado "ilegal e ilegítimo" pela União Europeia e rejeitado pelos Estados Unidos e pela Ucrânia.  O governo local disse que 95,5% dos eleitores votaram pela separação da Ucrânia e a anexação do território pela Rússia.